# Wielogłowy (gromada)
Wielogłowy – dawna gromada, czyli najmniejsza jednostka podziału terytorialnego Polskiej Rzeczypospolitej Ludowej w latach 1954–1972.
Gromady, z gromadzkimi radami narodowymi (GRN) jako organami władzy najniższego stopnia na wsi, funkcjonowały od reformy reorganizującej administrację wiejską przeprowadzonej jesienią 1954 do momentu ich zniesienia z dniem 1 stycznia 1973, tym samym wypierając organizację gminną w latach 1954–1972.
Gromadę Wielogłowy z siedzibą GRN w Wielogłowach utworzono – jako jedną z 8759 gromad na obszarze Polski – w powiecie nowosądeckim w woj. krakowskim, na mocy uchwały nr 26/IV/54 WRN w Krakowie z dnia 6 października 1954. W skład jednostki weszły obszary dotychczasowych gromad Wielogłowy, Kurów, Wielopole i Zabełcze ze zniesionej gminy Nowy Sącz w tymże powiecie. Dla gromady ustalono 25 członków gromadzkiej rady narodowej.
31 grudnia 1961 do gromady Wielogłowy przyłączono wieś Klimkówka ze zniesionej gromady Librantowa.
30 czerwca 1962 do gromady Wielogłowy przyłączono wieś Wola Kurowska z gromady Kobyle Gródek.
Gromada przetrwała do końca 1972 roku, czyli do kolejnej reformy gminnej.